# Diaphorus cilitibia
Diaphorus cilitibia är en tvåvingeart som beskrevs av Octave Parent 1933. Diaphorus cilitibia ingår i släktet Diaphorus och familjen styltflugor. Inga underarter finns listade i Catalogue of Life.